# Dvalin
Dvalin is een Duitse melodieuze deathmetal-band die melodieuze deathmetal combineert met middeleeuwse klassieke folk-melodieën. De naam van de band is afgeleid van de legendarische Noorse dwerg Dvalinn. 

## Geschiedenis
Dvalin is opgericht in 2010 in de Beierse stad Würzburg. Eén jaar na hun ontstaan mocht de band al in het voorprogramma spelen van Varg. Na enkele jaren touren en enkele veranderingen in hun line-up, bracht de band in 2014 een demo-ep uit in eigen beheer.
In oktober 2015 tekende de band een contract bij het Zwitserse NoiseArt Records. In datzelfde jaar speelde Dvalin ook op het hoofdpodium van het Out & Loud festival en organiseerde ze een eigen festival, genaamd Skaldenfest. Na die concerten zocht de band een studio op om hun debuut op te nemen. Dat album, genaamd Aus dem Schatten, werd in januari 2016 gereleased.

## Bandleden
- Nico - Zang
- Thomas - Gitaar
- Josef - Gitaar
- Moe - Bas
- Sebi - Drums
- Matze - Doedelzak & Draailier
- Marcus - Doedelzak, Rauschpfeife & Keyboard

## Discografie
- Promo EP - 2014
- Aus dem Schatten - 2016